# DMZ (mini-série)
Pour les articles homonymes, voir DMZ.
DMZ est une mini-série télévisée américaine créée par Roberto Patino et diffusée en 2022. Il s'agit d'une adaptation de la série de comics du même nom de Brian Wood. Les quatre épisodes sont diffusés aux États-Unis sur la plateforme HBO Max en mars 2022.

## Synopsis
Dans un futur proche, une guerre civile a ravagé les États-Unis. Dans ce monde chaotique, le médecin Alma Ortega — surnommée Zee — tente de venir en aide aux habitants de la zone démilitarisée (DMZ) de l'île de Manhattan. Par ailleurs, elle cherche en vain son fils Christian, disparu depuis huit ans au début du conflit. Alma va devoir affronter les gangs en place, notamment les Spanish Harlem Kings, qui contrôlent l'Upper Manhattan et sont dirigés par son ex-petit-ami Parco Delgado, ainsi que des milices.

## Distribution

### Acteurs principaux
- Rosario Dawson (VF : Annie Milon) : Alma « Zee » Ortega
- Benjamin Bratt (VF : Maurice Decoster) : Parco Delgado
- Freddy Miyares (VF : Eilias Changuel) : Skel
- Hoon Lee : Wilson Lin
- Jordan Preston Carter (VF : Cécile Gatto) : Odi
- Venus Ariel (VF : Manon Adolphe) : Nico
- Amandla Jahava : Nicole

### Récurrents
- Mamie Gummer : Rose
- Agam Darshi : Franklin
- Rey Gallegos (VF : Günther Germain) : Cesar
- Henry G. Sanders (VF : Rody Benghezala) : Cedric
- Jade Wu (en) : Susie
- Sydney Park (VF : Laëtitia Laburthe-Tolra) : Tenny
- Juani Feliz (en) (VF : Amélia Ewu) : Carmen
- Nora Dunn : Oona
- Rutina Wesley : Athena
- Bryan Gael Guzman : Christian Ortega, enfant

 Source et légende : version française (VF) sur RS Doublage

## Production

### Genèse et développement
En février 2014, il est annoncé que la chaine américaine Syfy développe une adaptation télévisée de la série de comics DMZ de Brian Wood. En octrobre 2019, il est annoncé que HBO Max développe finalement le projet, avec Ava DuVernay pour réaliser le pilote et Roberto Patino pour l'écrire et pour officier comme show runner. Les deux sont également producteurs délégués de la série avec Warner Bros. Television.
En novembre 2020, HBO Max commande quatre épisodes, tous écrits par Roberto Patino. En juillet 2021, Ernest R. Dickerson rejoint le projet comme producteur délégué et réalisateur des trois autres épisodes.

### Distribution des rôles
En janvier 2020, Rosario Dawson est choisie dans le rôle d'Alma. En février 2020, Benjamin Bratt est annoncé dans le rôle de Parco Delgado et Freddy Miyares dans celui de Skel. En juillet 2021, Rutina Wesley, Mamie Gummer, Nora Dunn, Henry G. Sanders, Venus Ariel, Jade Wu, Rey Gallegos, Agam Darshi ou encore Juani Feliz sont confirmés.

### Tournage
Le tournage du pilote se déroule à Atlanta en 2021. Le tournage des trois autres épisodes à lieu peu après.

## Épisodes
1. Good Luck, réalisé par Ava DuVernay
2. Advent, réalisé par Ernest R. Dickerson
3. The Good Name, réalisé par Ernest R. Dickerson
4. Home, réalisé par Ernest R. Dickerson

## Accueil
La série obtient des critiques partagées. Sur l’agrégateur de critiques Rotten Tomatoes, elle obtient 54% d'avis favorables pour 24 critiques et une note moyenne de 6⁄10. Le consensus suivant résume les critiques compilées par le site : « DMZ prend une prémisse explosive et la laisse s'évaporer, bien que Benjamin Bratt fasse de son mieux pour allumer des étincelles dans cette dystopie inégale ». Sur Metacritic, elle obtient une note moyenne de 57⁄100 pour 11 critiques.